# Goin' On
"Goin' On" is een nummer geschreven door Brian Wilson en Mike Love voor de Amerikaanse rockband The Beach Boys. Het werd uitgebracht op hun album Keepin' the Summer Alive in 1980. De single bereikte nummer 83 in de Billboard Hot 100. Het nummer verschijnt ook op het verzamelalbum The Very Best of the Beach Boys.
Record World zei dat "The Beach Boys een majestueuze ballad hebben gemaakt die een perfect stuk is om het warme weer in te luiden."

## Personeel
2000 liner notes en Craig Slowinski.

### Goin' On
The Beach Boys
- Brian Wilson - zang, tackpiano
- Carl Wilson - zang
- Al Jardine - zang
- Mike Love - zang
- Bruce Johnston - zang, Fender Rhodes elektrische piano, producer

Extra muzikanten en productiepersoneel
- Steve Ross – gitaar
- Bill House - gitaren
- Bryan Garofalo – bas
- John Hobbs - toetsenborden
- Scott Mathews - harmonie en achtergrondzang, drums
- Steve Forman - pauken
- Steve Douglas - saxofoon en saxofoon solo
- Joel Peskin - saxofoon
- Dick "Slyde" Hyde - trombone
- Chuck Findley - trompet
- Bob Alcivar - hoornarrangementen
- Steve Desper - ingenieur, mengen

### Endless Harmony
The Beach Boys
- Brian Wilson - harmonie en achtergrondzang
- Carl Wilson - leadzang, harmonie en achtergrondzang
- Al Jardine - harmonie en achtergrondzang
- Mike Love - harmonie en achtergrondzang
- Bruce Johnston - leadzang, harmonie en achtergrondzang, elektrische piano's van Fender Rhodes, producer

Extra muzikanten en productiepersoneel
- Steve Ross – gitaar
- Bill House - gitaren
- Bryan Garofalo – harmonie en achtergrondzang, bas
- Ricci Martin - piano
- Scott Mathews - drums, percussie
- Steve Forman - percussie
- Steve Desper - ingenieur, mixen